# Andrei Wiktorowitsch Talalajew
Andrei Wiktorowitsch Talalajew (russisch Андрей Викторович Талалаев; * 5. Oktober 1972 in Moskau) ist ein ehemaliger russischer Fußballspieler und nunmehriger -trainer.

## Karriere

### Als Spieler

#### Verein
Talalajew begann seine Karriere bei Torpedo Moskau. Im September 1991 gab er gegen ZSKA Moskau sein Debüt für die Profis von Torpedo in der Wysschaja Liha. In der höchsten sowjetischen Spielklasse absolvierte er fünf Partien, ehe die Liga nach dem Zerfall der Sowjetunion nach Saisonende aufgelöst wurde. Daraufhin spielte er mit Torpedo ab der Saison 1992 in der russischen Premjer-Liga. Nach drei Jahren, in denen er zu 42 Einsätzen für die Moskauer gekommen war, wurde er im Sommer 1994 innerhalb der Liga an Kamas Nabereschnyje Tschelny verliehen. Für Kamas kam er bis zum Ende der Spielzeit 1994 zu sechs Einsätzen.
Nach dem Ende der Leihe kehrte Talalajew zur Saison 1995 wieder in die Hauptstadt zurück und spielte noch achtmal für Torpedo. Zur Saison 1996 verließ er Torpedo schließlich endgültig und schloss sich dem Zweitligisten FK Tjumen an. Mit Tjumen stieg er zu Saisonende in die Premjer-Liga auf. In dieser kam er für den Verein dreimal zum Einsatz. Während der Saison 1997 schloss er sich dem Drittligisten Tom Tomsk an. Mit Tomsk stieg er zu Saisonende in die Perwenstwo FNL auf. Im Januar 1998 wechselte er nach Italien zum Zweitligisten FBC Treviso 1993. In Treviso absolvierte der Stürmer insgesamt 18 Partien in der Serie B und erzielte ein Tor.
Nach einem Jahr in Italien kehrte Talalajew im Januar 1999 wieder nach Russland zurück und wechselte zum Erstligisten Lokomotive Nischni Nowgorod. Für Lok kam er allerdings nur einmal zum Einsatz, woraufhin er im Sommer 1999 ein zweites Mal nach Tomsk wechselte. Nach einem halben Jahr bei Tom beendete der Offensivspieler nach der Saison 1999 im Alter von 28 Jahren seine Karriere als Aktiver.

#### Nationalmannschaft
Talalajew spielte ab 1992 für die russische U-21-Auswahl, für die er bis 1994 zehn Partien machte.

### Als Trainer
Nach seinem Karriereende wurde Talalajew 1999 Jugendtrainer bei Torpedo-SIL Moskau. Zur Saison 2004 wurde er Co-Trainer von Nevio Scala bei Spartak Moskau. Nach der Trennung vom Italiener im September 2004 verließ auch Talalajew das Trainerteam Spartaks. 2006 wurde er Trainer des Jahrgangs 1991 im russischen Nationalteam. Angefangen bei der U-16 betreute er den Jahrgang bis 2009 als U-19, ehe er 2010, diesmal beim Jahrgang 1995, wieder Trainer der U-16 wurde. Zusätzlich war er 2010 auch Trainer der russischen U-20.
2011 verließ er den russischen Verband nach fünf Jahren und wurde Trainer der U-19 beim FK Rostow. Im Juni 2011 betreute er die Profis von Rostow zwei Spiele lang als Interimstrainer, unter seiner Führung gelangen ein Punkt in zwei Partien. Im August 2011 verließ er Rostow. Im August 2012 wurde er Co-Trainer von Juri Krasnoschan beim FK Kuban Krasnodar. Nach der Trennung von Krasnoschan im Januar 2013 verließ auch Talalajew Kuban. Im Februar 2014 übernahm er den unterklassigen Verein Rositsch Moskowski. Nach nur einem Monat bei Rositsch wurde er im März 2014 Cheftrainer des Erstligisten Wolga Nischni Nowgorod. Wolga, das er bereits als Tabellen-Vorletzten übernommen hatte, gewann unter seiner Leitung allerdings aus den restlichen acht Saisonspielen 2013/14 nur eines und verlor die restlichen sieben, womit man zu Saisonende ohne Rang-Veränderung als Vorletzter in die Perwenstwo FNL abstieg. In der Saison 2014/15 belegte er mit Wolga den 13. Rang in der zweiten Liga, in der Saison 2015/16 wurde der Verein Zehnter. Nach Saisonende wurde der Klub aus Nischni Nowgorod allerdings wegen zu hoher Schulden aufgelöst.
Daraufhin wurde Talalajew im September 2016 Trainer des Zweitligaaufsteigers FK Tambow. In der Saison 2016/17 belegte der Aufsteiger den fünften Rang, die Relegationsplätze verpasste man erst im direkten Duell gegen den FK SKA-Chabarowsk am letzten Spieltag. In der Saison 2017/18 wurde er aber mit Tambow Vierter und durfte an der Relegation teilnehmen, den Aufstieg verpasste er mit seiner Mannschaft durch zwei Niederlage gegen Amkar Perm allerdings. Nach dem verpassten Erstligaaufstieg verließ er den Verein und wechselte nach Armenien, wo er Trainer des FC Pjunik Jerewan wurde. Im April 2019 verließ er Armenien vorzeitig und wurde vom russischen Zweitligisten FK Chimki unter Vertrag genommen. Chimki, das er abstiegsgefährdet als 14. übernommen hatte, führte er bis Saisonende noch auf den neunten Rang. Die Saison 2020/21 verlief für Chimki gut, zur Winterpause hatte man als Dritter realistische Aufstiegschancen. Nachdem der Klub allerdings vorhatte seine Philosophie zu ändern trat Talalajew im Januar 2020 vons einem Amt zurück und löste seinen Kontrakt auf.
Der Moskauer blieb allerdings nicht lange ohne Job, im Juni 2020 übernahm er den stark abstiegsbedrohten Erstligisten Krylja Sowetow Samara. Samara, das er nach 24 Spieltagen auf dem letzten Platz übernommen hatte, verlor unter seiner Führung zwar aus den restlichen sechs Saisonspielen nur noch eine Partie, zum Klassenerhalt reichte es schlussendlich dennoch nicht mehr. Nach dem Abstieg verließ er den Klub zur Saison 2020/21 und wechselte zum vormaligen Ligakonkurrenten Achmat Grosny. Seine ersten Spielzeit in Tschetschenien beendete er mit Achmat auf dem elften Tabellenrang. In der Saison 2021/22 wurde er mit Grosny Siebter. Im September 2022 trennte sich das Team von Talalajew, die Tschetschenen belegten zu jenem Zeitpunkt den neunten Tabellenrang.
Im Oktober 2022 übernahm er den Ligakonkurrenten Torpedo Moskau, bei dem er einst seine Karriere als Spieler begonnen hatte. Nach nur einem Sieg in acht Ligaspielen wurde er im März 2023 wieder entlassen. Im April 2023 wurde er dann ein zweites Mal Trainer des Ligakonkurrenten FK Chimki. Mit dem Team stieg er aber zu Saisonende aus der Premjer-Liga ab.
Seit September 2024 ist Talalajew Trainer bei Baltika Kaliningrad. In der Spielzeit 2024/25 führte er die Kaliningrader zur ersten Zweitligameisterschaft seit 30 Jahren und zurück in die Premjer-Liga.